# Hans Wühr
Hans Wühr (n. 25 ianuarie 1891, Reghin, Austro-Ungaria - d. 23 aprilie 1982, Grünwald, Germania) a fost un istoric al artei și poet german din Transilvania.

## Viața
Wühr a studiat în perioada dinaintea Primului Război Mondial filosofie și istoria artei la Berlin, Geneva, München, Budapesta și Cluj. Între anii 1914 și 1919 a fost soldat. În 1923 a obținut doctoratul pe o temă despre Burgkmair der Ältere. A lucrat ulterior la Muzeul Brukenthal din Sibiu. În 1926 a plecat la Berlin pentru a-și continua cercetările în domeniul artei, până în 1939 a lucrat la muzeele de stat din Berlin. În perioada celui de-al Doilea Război Mondial a fost soldat și prizonier de război. Abia în 1948 a început să lucreze din nou, de data asta la Muzeul Național Bavarez de Istorie (Bayerisches Nationalmuseum). Din 1954 a fost scriitor liber profesionist.
Pictorul Hans Michael Wühr (1942 - 1981) este fiul lui.

## Scrieri
- Figurenschmuck der Schwarzen Kirche, Editura Klingsor, Brașov, 1926
- Siebenbürgen, aufgenommen von Oskar Netoliczka, Editura Deutscher Kunstverlag, Berlin, 1938
- Ewiger Sinn im zeitgebundenem Sinnbild. Germanisches Sagengut in christlichem Gewand, Stuttgart und Berlin. Georg Truckenmüller Verlag, 1938
- Albrecht Altdorfer / Wolf Huber. Landschaften, Berlin, Woldemar Klein, 1938, Hans Wühr (Einführung)
- Stilleben deutscher Meister. Zehn farbige Tafeln nach Ausschnitten aus Bildern des 15. / 16. Jahrhunderts Berlin, Der silberne Quell Woldemar Klein, 1940, Wühr, Hans (Einleitung).
- Der silberne Quell. Stilleben deutscher Meister. Zehn farbige Tafeln nach Ausschnitten aus Bildern des 15. / 16. Jahrhunderts, Berlin, Woldemar Klein, 1940
- Siebenbürgen, Berlin, Deutscher Kunstverlag 1942
- Bildnisse; Hans Holbein. 12 farbige Zeichn, mit einem Geleitwort von Hans Wühr, Baden-Baden, Klein 1946
- Siebenbürgische Kirchenburgen, Kitzingen, 1949
- Alte Uhren, Darmstadt, 1956
- Buntes Krippenbüchlein / Mit 28 farbigen Krippenbildern und einem Geleitwort, Editura Bruckmann, 1957
- Altes Eßgerät: Löffel, Messer, Gabel. Wohnkunst und Hausrat - einst und jetzt , Editura Schneekluth, 1961
- Altes Zinn, Darmstadt, 1957
- Fritz Kimm, Südostdeutsches Kulturwerk, München, 1964
- Ernst Honigberger,  München, 1964
- Oskar G. Netoliczka, redactat de H. Zillich, München, 1975
- Hamburger Silber. 1500 - 1800. Schneekluth Verlag, Darmstadt
- Aus einem Roseninnern, (Din interiorul unui trandafir), poezii, Innsbruck, 1978